# Campeonato Mundial de Atletismo Júnior de 2014 - 200 m feminino
A prova dos 200 metros rasos feminino do Campeonato Mundial de Atletismo Júnior de 2014 ocorreu entre os dias 24 e 25 de julho, em Eugene, nos Estados Unidos. 

## Recordes
Antes desta competição, os recordes mundiais e do campeonato nesta prova eram os seguintes:
|     | Nome                | Nacionalidade  | Tempo | Local     | Data                 |
| --- | ------------------- | -------------- | ----- | --------- | -------------------- |
| WJR | Allyson Felix       | Estados Unidos | 22.18 | Atenas    | 25 de agosto de 2004 |
| CR  | Anthonique Strachan | Bahamas        | 22.53 | Barcelona | 13 de julho de 2012  |

## Medalhistas
| Ouro                 | Prata               | Bronze               |
| Kaylin Whitney (USA) | Iréne Ekelund (SWE) | Ángela Tenorio (ECU) |

## Cronograma
Todos os horários são locais (UTC-7).
| Data        | Hora  | Evento        |
| ----------- | ----- | ------------- |
| 24 de julho | 11:40 | Eliminatórias |
| 24 de julho | 18:10 | Semifinal     |
| 25 de julho | 19:55 | Final         |

## Resultados

### Eliminatórias
Qualificação: Os 3 primeiros de cada bateria (Q) e os 3 tempos mais rápidos (q). 
Bateria 1
| Posição | Atleta                   | Nacionalidade | Raia | Tempo de reação | Tempo | Notas           |
| ------- | ------------------------ | ------------- | ---- | --------------- | ----- | --------------- |
| 1       | Iréne Ekelund            | Suécia        | 2    | 0.200           | 23.47 | Q               |
| 2       | Shannon Hylton           | Reino Unido   | 1    | 0.211           | 23.78 | Q               |
| 3       | Tomoka Tsuchihashi       | Japão         | 4    | 0.195           | 24.49 | Q               |
| 4       | Ioana Gheorghe           | Roménia       | 8    | 0.207           | 24.56 |                 |
| 5       | Nigina Sharipova         | Uzbequistão   | 5    | 0.212           | 24.68 |                 |
| 6       | Valeria Barón            | Argentina     | 6    | 0.276           | 25.15 |                 |
| 7       | Leandry-Celeste Digombou | Gabão         | 7    | 0.227           | 30.00 | Recorde pessoal |
| 8       | Ewa Swoboda              | Polónia       | 3    | 0.156           | DNF   |                 |

Bateria 2
| Posição | Atleta                        | Nacionalidade | Raia | Tempo de reação | Tempo | Notas |
| ------- | ----------------------------- | ------------- | ---- | --------------- | ----- | ----- |
| 1       | Maddison Coates               | Austrália     | 4    | 0.192           | 24.20 | Q     |
| 2       | Praise Oghenefejiro Idamadudu | Nigéria       | 1    | 0.260           | 24.43 | Q     |
| 3       | Simoné Du Plooy               | África do Sul | 2    | 0.181           | 24.45 | Q     |
| 4       | Kedisha Dallas                | Jamaica       | 3    | 0.175           | 24.46 |       |
| 5       | Annalisa Spadotto Scott       | Itália        | 6    | 0.199           | 24.83 |       |
| 6       | Niamh McNicol                 | Irlanda       | 7    | 0.188           | 25.38 |       |
| 7       | Dina Asher-Smith              | Reino Unido   | 5    |                 | DNS   |       |

Bateria 3
| Posição | Atleta                 | Nacionalidade      | Raia | Tempo de reação | Tempo | Notas           |
| ------- | ---------------------- | ------------------ | ---- | --------------- | ----- | --------------- |
| 1       | Arialis Gandulla       | Cuba               | 4    | 0.208           | 23.80 | Q               |
| 2       | Sada Williams          | Barbados           | 7    | 0.220           | 24.20 | Q               |
| 3       | Liliána Guba           | Hungria            | 5    | 0.264           | 24.26 | Q,              |
| 4       | Kayla Anise Richardson | Filipinas          | 2    | 0.185           | 24.53 |                 |
| 5       | Mirna da Silva         | Brasil             | 3    | 0.195           | 24.56 |                 |
| 6       | Savannah Mapalagama    | Áustria            | 8    | 0.210           | 24.68 |                 |
| 7       | Suzie Acolatse         | Gana               | 1    | 0.283           | 24.92 |                 |
| 8       | Drita Islami           | Macedônia do Norte | 6    | 0.211           | 25.91 | Recorde pessoal |

Bateria 4
| Posição | Atleta               | Nacionalidade     | Raia | Tempo de reação | Tempo | Notas |
| ------- | -------------------- | ----------------- | ---- | --------------- | ----- | ----- |
| 1       | Jada Martin          | Estados Unidos    | 7    | 0.185           | 23.62 | Q     |
| 2       | Kayelle Clarke       | Trinidad e Tobago | 3    | 0.211           | 24.00 | Q     |
| 3       | Carmiesha Cox        | Bahamas           | 1    | 0.246           | 24.18 | Q,    |
| 4       | Cecilia Tamayo       | México            | 5    | 0.221           | 24.32 |       |
| 5       | Zion Corrales-Nelson | Filipinas         | 6    | 0.182           | 24.34 |       |
| 6       | Robyn Haupt          | África do Sul     | 2    | 0.209           | 24.44 |       |
| 7       | Zofia Wróblewska     | Polónia           | 4    | 0.185           | 25.16 |       |

Bateria 5
| Posição | Atleta                  | Nacionalidade  | Raia | Tempo de reação | Tempo | Notas |
| ------- | ----------------------- | -------------- | ---- | --------------- | ----- | ----- |
| 1       | Kaylin Whitney          | Estados Unidos | 3    | 0.188           | 23.31 | Q     |
| 2       | Veronica Shanti Pereira | Singapura      | 6    | 0.200           | 23.87 | Q     |
| 3       | Sarah Atcho             | Suíça          | 5    | 0.189           | 23.94 | Q     |
| 4       | Keianna Albury          | Bahamas        | 2    | 0.182           | 23.96 | q     |
| 5       | Leya Buchanan           | Canadá         | 4    | 0.137           | 23.96 | q     |
| 6       | Anna Doi                | Japão          | 1    | 0.163           | 24.23 |       |
| 7       | Loungo Matlhaku         | Botswana       | 7    | 0.163           | 24.39 |       |

Bateria 6
| Posição | Atleta                  | Nacionalidade            | Raia | Tempo de reação | Tempo | Notas |
| ------- | ----------------------- | ------------------------ | ---- | --------------- | ----- | ----- |
| 1       | Natalliah Whyte         | Jamaica                  | 2    | 0.180           | 23.48 | Q     |
| 2       | Johanelis Herrera Abreu | Itália                   | 1    | 0.251           | 23.70 | Q,    |
| 3       | Raquel Tjernagel        | Canadá                   | 8    | 0.192           | 23.75 | Q,    |
| 4       | Nelda Huggins           | Ilhas Virgens Britânicas | 6    | 0.194           | 24.03 | q     |
| 5       | Evelyn Rivera           | Colômbia                 | 5    | 0.199           | 24.45 |       |
| 6       | Maja Pogorevc           | Eslovênia                | 3    | 0.206           | 24.65 |       |
| 7       | Tegest Tamangnu         | Etiópia                  | 7    | 0.199           | 27.98 |       |
| 8       | María Ignacia Montt     | Chile                    | 4    |                 | DNS   |       |

Bateria 7
| Posição | Atleta                | Nacionalidade | Raia | Tempo de reação | Tempo | Notas |
| ------- | --------------------- | ------------- | ---- | --------------- | ----- | ----- |
| 1       | Gina Lückenkemper     | Alemanha      | 3    | 0.299           | 23.31 | Q     |
| 2       | Ángela Tenorio        | Equador       | 6    | 0.196           | 23.55 | Q     |
| 3       | Vitoria Cristina Rosa | Brasil        | 5    | 0.223           | 24.05 | Q     |
| 4       | Cliodhna Manning      | Irlanda       | 7    | 0.193           | 24.15 | '     |
| 5       | Brenessa Thompson     | Guiana        | 8    | 0.192           | 24.61 |       |
| 6       | Astrid Balanta        | Colômbia      | 1    | 0.191           | 24.88 |       |
| 7       | Liliya Manasipova     | Uzbequistão   | 4    | 0.240           | 25.25 |       |
| 8       | Tiffany Tshilumba     | Luxemburgo    | 2    |                 | DNS   |       |

### Semifinal
Qualificação: Os 2 primeiros de cada bateria (Q) e os 2 tempos mais rápidos (q). 
Semifinal 1
| Posição | Atleta                  | Nacionalidade | Raia | Tempo de reação | Tempo | Notas |
| ------- | ----------------------- | ------------- | ---- | --------------- | ----- | ----- |
| 1       | Iréne Ekelund           | Suécia        | 6    | 0.222           | 22.97 | Q     |
| 2       | Shannon Hylton          | Reino Unido   | 3    | 0.192           | 23.36 | Q     |
| 3       | Natalliah Whyte         | Jamaica       | 5    | 0.305           | 23.44 | q     |
| 4       | Johanelis Herrera Abreu | Itália        | 4    | 0.258           | 23.76 |       |
| 5       | Sarah Atcho             | Suíça         | 7    | 0.168           | 23.82 |       |
| 6       | Raquel Tjernagel        | Canadá        | 8    | 0.190           | 23.90 |       |
| 7       | Tomoka Tsuchihashi      | Japão         | 2    | 0.245           | 24.08 |       |
| 8       | Keianna Albury          | Bahamas       | 1    | 0.297           | 24.17 |       |

Semifinal 2
| Posição | Atleta                        | Nacionalidade  | Raia | Tempo de reação | Tempo | Notas |
| ------- | ----------------------------- | -------------- | ---- | --------------- | ----- | ----- |
| 1       | Ángela Tenorio                | Equador        | 4    | 0.165           | 23.16 | Q,    |
| 2       | Jada Martin                   | Estados Unidos | 6    | 0.160           | 23.57 | Q     |
| 3       | Gina Lückenkemper             | Alemanha       | 3    | 0.265           | 23.67 | q     |
| 4       | Vitoria Cristina Rosa         | Brasil         | 7    | 0.205           | 24.01 |       |
| 5       | Leya Buchanan                 | Canadá         | 2    | 0.146           | 24.17 |       |
| 6       | Veronica Shanti Pereira       | Singapura      | 5    | 0.206           | 24.24 |       |
| 7       | Praise Oghenefejiro Idamadudu | Nigéria        | 8    | 0.204           | 24.25 |       |
| 8       | Simoné Du Plooy               | África do Sul  | 1    | 0.191           | 24.46 |       |

Semifinal 3
| Posição | Atleta           | Nacionalidade            | Raia | Tempo de reação | Tempo | Notas                |
| ------- | ---------------- | ------------------------ | ---- | --------------- | ----- | -------------------- |
| 1       | Kaylin Whitney   | Estados Unidos           | 4    | 0.213           | 23.05 | Q                    |
| 2       | Arialis Gandulla | Cuba                     | 5    | 0.214           | 23.22 | Q                    |
| 3       | Kayelle Clarke   | Trinidad e Tobago        | 3    | 0.208           | 23.76 |                      |
| 4       | Maddison Coates  | Austrália                | 6    | 0.217           | 23.91 | Recorde pessoal      |
| 5       | Carmiesha Cox    | Bahamas                  | 7    | 0.260           | 23.92 | Recorde da temporada |
| 6       | Liliána Guba     | Hungria                  | 2    | 0.216           | 24.11 | Recorde pessoal      |
| 7       | Nelda Huggins    | Ilhas Virgens Britânicas | 1    | 0.193           | 24.31 |                      |
| 8       | Sada Williams    | Barbados                 | 8    | 0.247           | 24.37 |                      |

### Final
A prova final foi realizada no dia 25 de julho às 19:55.  
| Posição           | Atleta            | Nacionalidade  | Raia | Tempo de reação | Tempo | Notas |
| ----------------- | ----------------- | -------------- | ---- | --------------- | ----- | ----- |
| Medalha de ouro   | Kaylin Whitney    | Estados Unidos | 3    | 0.182           | 22.82 |       |
| Medalha de prata  | Iréne Ekelund     | Suécia         | 4    | 0.190           | 22.97 |       |
| Medalha de bronze | Ángela Tenorio    | Equador        | 6    | 0.167           | 23.15 |       |
| 4                 | Shannon Hylton    | Reino Unido    | 8    | 0.173           | 23.25 |       |
| 5                 | Jada Martin       | Estados Unidos | 7    | 0.164           | 23.35 |       |
| 6                 | Arialis Gandulla  | Cuba           | 5    | 0.261           | 23.48 |       |
| 7                 | Natalliah Whyte   | Jamaica        | 1    | 0.210           | 23.48 |       |
| 8                 | Gina Lückenkemper | Alemanha       | 2    | 0.311           | 23.50 |       |

Legenda
| Recorde mundial       | Recorde mundial (World record)               |                       | Recorde africano                      | Recorde africano (African) |                                           | Q | Classificado por posição (Qualified) |
| Recorde do campeonato | Recorde do campeonato (Championship record)  | Recorde da América    | Recorde da América (Americas)         | q                          | Classificado por melhor tempo (Qualified) |   |                                      |
| Melhor marca do ano   | Melhor marca do ano (World leading)          | Recorde asiático      | Recorde asiático (Asian)              | DNS                        | Não largou (Did not start)                |   |                                      |
| Recorde nacional      | Recorde nacional (National record)           | Recorde europeu       | Recorde europeu (European)            | DNF                        | Não terminou (Did not finish)             |   |                                      |
| Recorde pessoal       | Recorde pessoal do atleta (Personal best)    | Recorde da Oceania    | Recorde da Oceania (Oceania)          | DSQ / DQ                   | Desclassificado (Disqualified)            |   |                                      |
| Recorde da temporada  | Recorde da temporada do atleta (Season best) | Recorde sul-americano | Recorde sul-americano (South America) | NM                         | Sem marca (No mark)                       |   |                                      |